# Castelli (kommunhuvudort i Argentina, Chaco)
Castelli är en kommunhuvudort i Argentina.   Den ligger i provinsen Chaco, i den norra delen av landet, 1 000 km norr om huvudstaden Buenos Aires. Castelli ligger 113 meter över havet och antalet invånare är 36 588.
Terrängen runt Castelli är mycket platt. Castelli är det största samhället i trakten.
Trakten runt Castelli består i huvudsak av gräsmarker. Runt Castelli är det mycket glesbefolkat, med 2 invånare per kvadratkilometer.